# فاراند إف. ميريل
فاراند إف. ميريل هو قانوني وسياسي أمريكي، ولد في 24 أكتوبر 1814 في مونبلييه في الولايات المتحدة، وتوفي بنفس المكان في 2 مايو 1859. انتخب Secretary of State of Vermont ‏ (1849 – 1853).
1. ↑   https://politicalgraveyard.com/bio/merrill.html#134.93.10. {{استشهاد ويب}}: |url= بحاجة لعنوان (مساعدة) والوسيط |title= غير موجود أو فارغ (من ويكي بيانات) (مساعدة)